# Plavi vjesnik
Plavi vjesnik, popularno zvan Plavac, bio je specijalizirani tjednik novinske kuće Vjesnik iz Zagreba, namijenjen djeci (kasnije omladini), koji je izlazio od 1954. do 1973. godine prošlog stoljeća. Prema nekima smatra se za strip najznačajnijem izdanjem u hrvatskoj povijesti.

## Povijest časopisa
Prvi broj lista pojavio se na kioscima 1. listopada 1954. godine, i bio je na neki način nastavak neuspjelih strip tjednika namijenjenih mlađoj publici; Miki strip, odnosno starijeg Petka.
Plavi vjesnik se ustalio kod publike i stekao veliku popularnost zahvaljujući objavljivanju niza dobrih stripova prvenstveno engleskog znanstveno-fantastičnog stripa Dan Dare (preslovljen kao Den Deri), ali i objavljivanju velikog broja domaćih kvalitetnih stripova; Maurovića, Radilovića, Bekera, W.Neugebauera, Vladimira Delača, Reisingera. 
Sredinom šezdesetih dolaskom Pere Zlatara za urednika, Plavi vjesnik prestaje biti strip tjednik i sve više postaje pop-rock časopis malo pomalo naginjući žutom tisku i traču što je za ono vrijeme bilo i dosta smjelo. Listu je to donijelo veliku popularnost, ali ubrzo nakon toga i veliki pad popularnosti i gašenje.